# Kraljevci (przystanek kolejowy)
Kraljevci (serbski: Краљевци) – przystanek kolejowy w miejscowości Kraljevci, w Wojwodinie, w okręgu sremskim, w Serbii. 
Przystanek znajduje się we północnej części miejscowości, na linii Belgrad-Zagrzeb. 

## Linie kolejowe
- Belgrad – Šid